# Jim Edmonds
Jim Edmonds (* 27. Juni 1970 in Fullerton, Kalifornien) ist ein ehemaliger US-amerikanischer Baseballspieler in der Major League Baseball (MLB) auf der Position des Center Fielders. Er spielte für die California Angels, die St. Louis Cardinals, die San Diego Padres sowie die Chicago Cubs. In seiner Laufbahn in der Major League wurde er achtmal mit dem Gold Glove für seine spielerischen Leistungen ausgezeichnet.
Mit den Cardinals stand er zweimal in den World Series (2004 gegen die Boston Red Sox 4:0 verloren und 2006 gegen die Detroit Tigers 4:1 gewonnen).